# كيني سوزا
كيني سوزا (بالإنجليزية: Kenny Souza)‏ هو تريثلت أمريكي، ولد في القرن العشرين في لوس أنجلوس في الولايات المتحدة.